# Contea di Carpegna
La contea di Carpegna, feudo imperiale, era un territorio di confine situato nella regione storica del Montefeltro, tra lo Stato Pontificio e il Granducato di Toscana, e fu governata fino al 1819 dall'omonima nobile famiglia. Nel 1460 si rese autonoma la contea di Scavolino, elevata poi a principato.

## Storia della contea

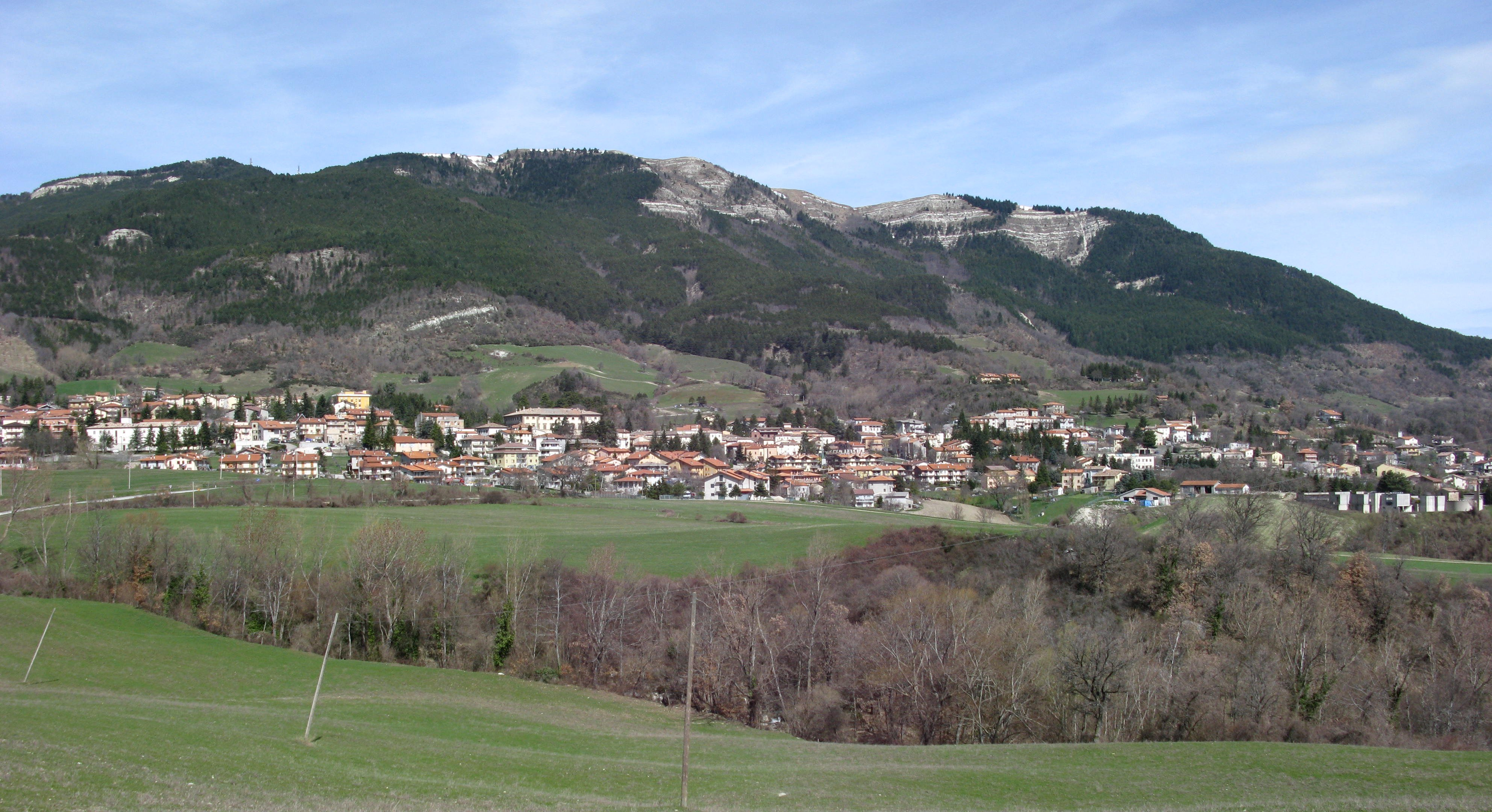
Il borgo di Carpegna

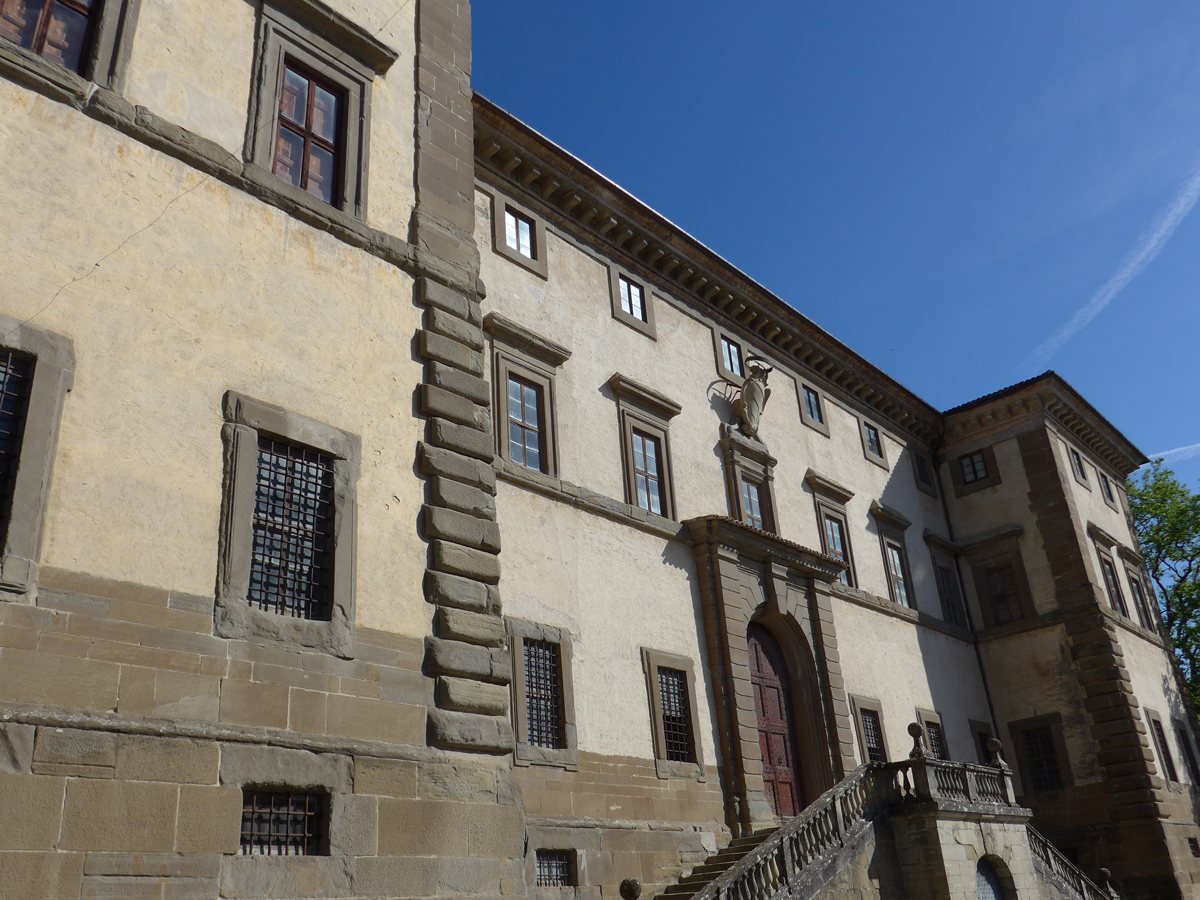
Carpegna: il palazzo dei principi eretto dal cardinale Gaspare Carpegna

Originatasi alla fine del XII secolo dalla divisione del gruppo consortile che avrebbe dato origine ai conti da Montefeltro e ai conti di Carpegna propriamente detti, nel XIII e XIV secolo la contea - che ritroviamo attestata per la prima volta come comitatus comitum de Carpengna in un atto del 1238 - si sviluppava intorno a due nuclei territoriali distinti. Il primo era situato nell'area del monte Carpegna, l'altro nell'area di San Marino. Essa giunse a comprendere in tempi diversi almeno trenta castelli, oggi compresi nelle province di Pesaro (Carpegna, Castellaccia, Castrum Arimannorum, Landeto,  Palazzo Corignano, Pieve di Carpegna, Torre dei Fossati, Villa Sorbi), Rimini (Bascio, Billi, Castrum Pertice, Gattara, Maciano, Meleto, Miratoio, Monte Acuto (oggi Monte San Marco, presso Villagrande di Montecopiolo), Pietracuta, San Lorenzo, Sassofeltrio, Scavolino, Soanne, Tramarecchia, Turris dompni Nicole), Arezzo (Arsicci, Asaio, Belvedere, Monterotondo, Roti), Forlì (Montegelli) e nella repubblica di San Marino (Castrum Rome, Casole, Fiorentino, Montegiardino, Pennarossa, Torricella). Inoltre i conti, che avevano giurato il cittadinatico di Città di Castello, Rimini e Ravenna, detenevano uomini e diritti di varia natura nei contadi di quelle città.  L'aggregato politico era di una certa consistenza, tanto che i suoi signori nel 1256 dichiaravano di poter garantire a Città di Castello un contingente di mille fanti e venti cavalieri in caso di leva generale dell'esercito.
I domini situati nel Montefeltro si ridussero di numero e di estensione dalla fine del XIII secolo. Nella seconda metà del XV secolo, la perdita di gran parte dei castelli dell'area sammarinese e la scomparsa dei Malatesta dalla scena politica portarono i conti di Carpegna a dividersi definitivamente in due rami (1463). Un ramo ebbe Carpegna con altri tre castelli (Castellaccia, Palazzo Corignano e Torre dei Fossati), mentre l'altro ebbe Gattara, Bascio, Miratoio e Scavolino, costituendo un feudo che nel 1685 acquisì il rango di principato imperiale. L'ingresso di Firenze nella politica di quella zona sul finire del Quattrocento, portò i Carpegna di entrambe le linee a cercare la protezione toscana tramite dei trattati di accomandigia, che li posero definitivamente al riparo dai tentativi di incameramento urbinate.  Il 4 marzo 1490 fu infatti stipulato un atto di accomandigia con la repubblica fiorentina per assicurarsi tutela e difesa: il conte, nel giorno di San Giovanni Battista, partecipava in Firenze alla processione dei vassalli per consegnare un palio di seta del valore di sei fiorini d'oro. Da allora e fino al 1819, i due territori feudali di Carpegna e di Gattara-Scavolino rimasero autonomi, come feudi imperiali. Tuttavia la contea di Carpegna, per la sua posizione strategica di confine, fu spesso occupata o minacciata, come accadde con Cesare Borgia e Giovanni dalle Bande Nere.
Si verificarono, inoltre, seri problemi connessi con la successione e la possibile estinzione della famiglia comitale: in un'evenienza del genere ci sarebbe stata la devoluzione a Firenze o a Roma. Nel 1560,  morì il conte Orazio I lasciando un solo figlio, Giovanni III, che scomparirà precocemente. La vedova di questi, Beatrice, era in stato di gravidanza e, sotto la sorveglianza di emissari del duca di Urbino Guidobaldo II della Rovere (timoroso di un'annessione toscana), diede alla luce Orazio II, che salvò la dinastia e la contea.
Tra i più significativi esponenti della famiglia si ricorda il cardinale Gaspare, famoso collezionista d'arte che, nel 1674, affidò all'architetto Giovanni Antonio De Rossi il progetto, in Carpegna, dell'imponente palazzo detto dei principi, costruito dal capomastro muratore Carlo Perugini da Gubbio tra il 1679 e il 1687. Nel 1749 la contea visse una nuova e complessa fase successoria. Il conte Francesco Maria, infatti, privo di eredi maschi, nominò a succedergli il nipote marchese Antonio Gabrielli (figlio di Mario Gabrielli e della sua figlia primogenita Laura) con l'obbligo di assumere il nome e titolo della casa di Carpegna. Tale decisione, però, provocò l'indignazione del granduca di Toscana, che era l'imperatore Francesco I (consorte di Maria Teresa d'Austria): il 10 giugno 1749, egli fece dunque occupare la contea che, in base agli accordi, in mancanza di prole maschile sarebbe dovuta passare al suo Stato. Il Papa, i sovrani di Francia, di Sardegna e di Spagna appoggiarono l'erede di Francesco Maria che, dopo il ritiro dell'esercito toscano, poté rientrare nell'avito palazzo a Carpegna.
Nel 1797 si verificò un'altra situazione inconsueta: Napoleone I si impadronì dello Stato della Chiesa ma non occupò Carpegna, ritenendola un possedimento asburgico, cosicché nel 1803 il conte dominante poté persino emanare gli statuti della contea. Questa mantenne la sua autonomia fino al 1807, quando fu assorbita nel regno napoleonico d'Italia. Caduto Napoleone, l'ultimo conte sovrano, Gaspare, fu reintegrato nei suoi domini e nel 1817 riunì la contea di Carpegna e il principato di Scavolino sotto la propria giurisdizione. Papa Pio VII, però, aveva abolito il feudalesimo e, ritenendo assai pericolosa l'esistenza di un libero staterello al confine dello Stato pontificio, lo costrinse, nel 1819, a cedere i diritti e il patrimonio. Si accese allora una lunga contesa giurisdizionale con il granducato di Toscana che si protrasse fino a che, nel 1861, l'istituzione del Regno d’Italia rese superate le liti sui confini fra gli Stati preunitari. Il patrimonio fu invece riacquistato nel 1851 dal figlio del figlio di Gaspare, Luigi, che nel 1865 assunse anche il nome di Don Orazio Falconieri, spettante al primogenito, i titoli e le proprietà dei Falconieri alla morte del cardinale Chiarissimo Falconieri Mellini, ultimo della sua famiglia, per disposizione del fidecommesso istituito da Orazio Falconieri.
Da quest'ultimo discendono gli attuali conti e principi di Carpegna Falconieri: Antonio (Elena e Filippo), Giovanni (Augusto Nicola), Tommaso (Livia, Sofia e Vittoria), Caterina.
Le residenze dei conti di Carpegna erano le seguenti: il palazzo dei principi in Carpegna, il palazzo Carpegna a via degli Staderari, il palazzo Carpegna a Fontana di Trevi e la villa Carpegna in Roma.
I luoghi di sepoltura: pieve di San Giovanni a Carpegna, pieve di Santa Mustiola a Scavolino, chiesa di Santa Maria della Neve a Gattara, chiesa di San Francesco a San Marino, cappella dell'Incoronata nella chiesa di Santa Maria in Vallicella (Chiesa Nuova) a Roma, chiesa di Sant'Andrea della Valle a Roma.
Lo stemma dei conti di Carpegna è così illustrato:

## Conti di Carpegna (1213-1819)

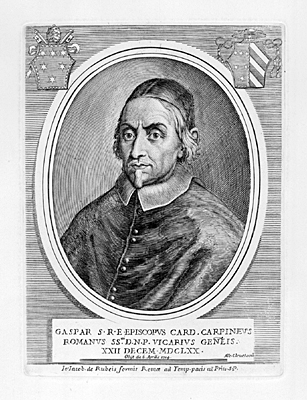
Il cardinale Gaspare di Carpegna (1625-1714)

| N° | Titolo | Nome                | Dal       | Al        | Consorte                                      |
| 1  | Conte  | Ugo di Carpegna     | 1213      | 1268      | Guidolina di Guido di Bonconte                |
| 2  | Conte  | Ramberto            | 1268      | 1307      |                                               |
| 3  | Conte  | Rainaldo            | 1307      | 1359      | Altachiara degli Onesti                       |
| 4  | Conte  | Nerio               | 1339      | 1362      |                                               |
| 5  | Conte  | Bandino             | 1362      | 1406      |                                               |
| 6  | Conte  | Giovanni I          | 1406      | 1431      | Violante Malatesta di Rimini                  |
| 7  | Conte  | Lamberto o Ramberto | 1431      | 1460      | Caterina Saladini; ramo Carpegna-Castellaccia |
| 8  | Conte  | Giovanni II         | 1460      | 1528      | Berarda del Monte Santa Maria                 |
| 9  | Conte  | Orazio I            | 1528      | 1560      | Livia Bartolini                               |
| 10 | Conte  | Giovanni III        | 1560      | 1570      | Beatrice Landriani                            |
| 11 | Conte  | Orazio II           | 1570      | 1632      | Camilla Passionei                             |
| 12 | Conte  | Francesco Maria I   | 1632      | 1665      | Marzia Spada                                  |
| 13 | Conte  | Muzio               | 1665      | 1688      | Laura dal Pozzo                               |
| 14 | Conte  | Francesco Maria II  | 1688      | 1749      | Giustina Ginevra Baldinotti                   |
| 15 | Conte  | Antonio Gabrielli   | 1749      | 1800      | Anna Lombardi; ramo Carpegna-Gabrielli        |
| 16 | Conte  | Gaspare             | 1800 1814 | 1807 1819 | Vittoria Brugiotti; ultimo conte sovrano      |

## Il principato di Scavolino

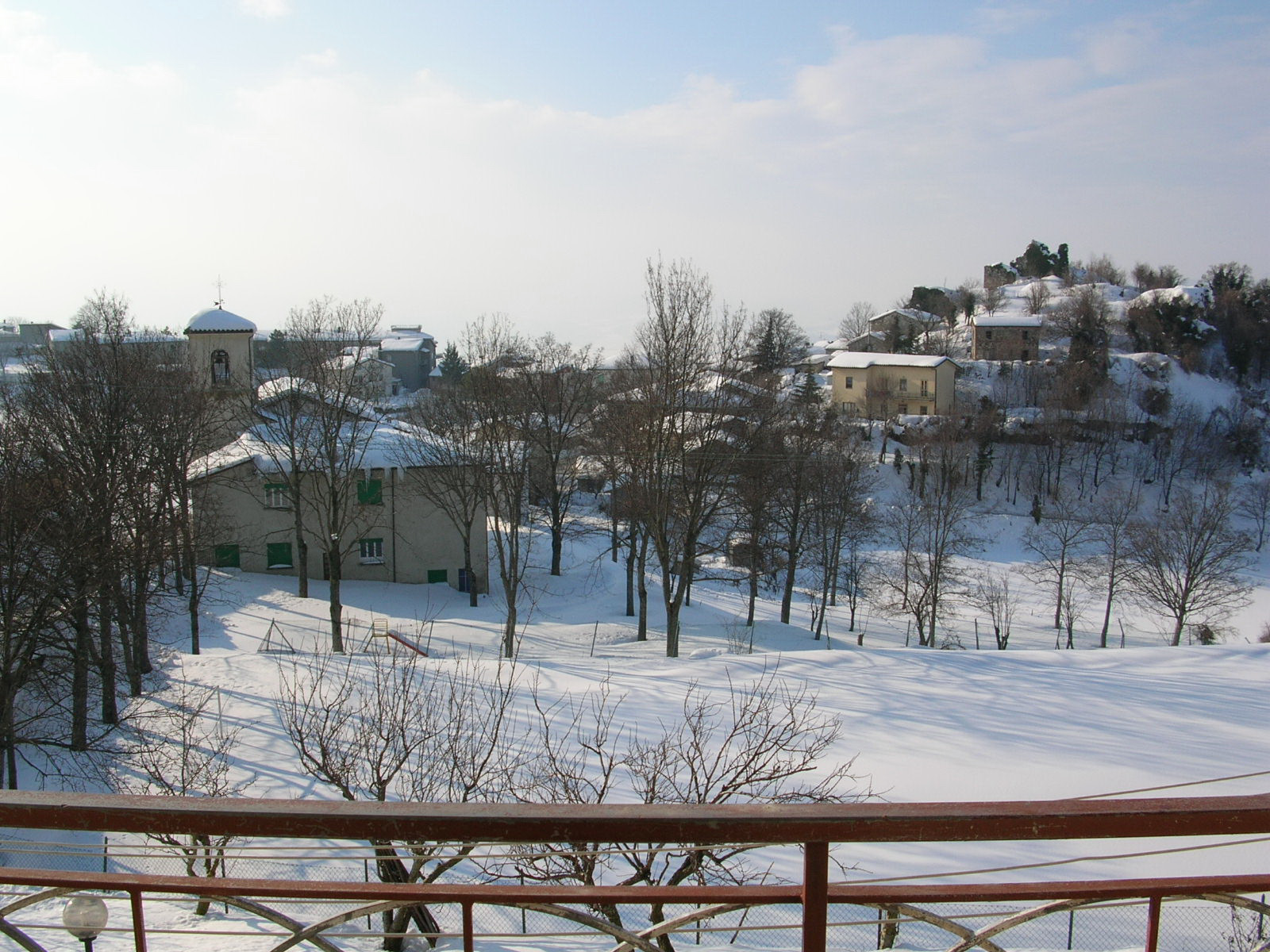
Veduta di Scavolino

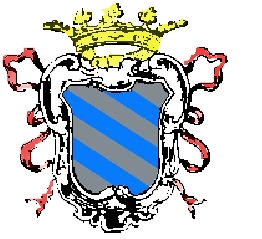
L'arme dei principi di Scavolino

Nel 1460 la contea di Scavolino si staccò da Carpegna con Ugo, cugino di Lamberto che divise i territori: sottoscrisse l'atto di scissione tre anni dopo con il conte Giovanni II; nel 1490, poi, per maggiore sicurezza e tutela, concluse un accordo di accomandigia con la repubblica di Firenze.
Il conte Tommaso (1560-1610) trasferì la residenza da Gattara a Scavolino, dove abbellì il borgo e fece erigere il possente palazzo-fortezza (di cui, sopravvissuto fino ai primi del Novecento, rimangono solo i ruderi): emanò un nuovo statuto, riunendo le norme volute dai predecessori.
Nel 1685 la contea fu elevata a principato con diploma dell'imperatore Leopoldo I d'Asburgo: Ulderico sarà il primo a fregiarsi del titolo di principe del S. R. I. e di Bascio. Privo di figli, nel 1731 Ulderico trasmise il principato al nipote Emilio Orsini, figlio della sorella Vittoria.
Ulderico II sarà l'ultimo reggente fino al 1797 a causa dell'occupazione napoleonica: ritornerà nel 1814 per morire poco dopo. Il 7 maggio 1817 scomparve la vedova Anna Girolama e, nel 1819, i due feudi dei Carpegna furono annessi allo Stato Pontificio.
Il luogo di sepoltura dei principi di Scavolino era nella chiesa di Santa Mustiola.
Da ricordare la madre del primo principe Ulderico, Teresa Dudley (1623-1698), figlia di Robert, conte di Warwick e duca di Northumberland (1574-1649) a sua volta figlio di Robert, conte di Leicester (1532-1588), favorito della regina Elisabetta I d'Inghilterra. Vedova del duca di Castiglione del Lago Fulvio Alessandro della Corgna, si risposò con il conte Mario, da cui ebbe tre figli: l'erede Ulderico, Vittoria (coniugata Orsini de' Cavalieri Sannesi e madre del principe Emilio) e Anna Maria Naro.

## Conti (1460-1685) e principi di Scavolino (1685-1797/1819)
| N° | Titolo         | Nome                        | Dal       | Al        | Consorte e note                                                                                   |
| 1  | Conte          | Ugo I di Gattara-Scavolino  | 1460      | 1497      | Camilla di Carpegna, Piera degli Arcani; discendente da Francesco                                 |
| 2  | Conte          | Francesco I                 | 1497      | 1553      | Francesca Ottoni                                                                                  |
| 3  | Conte          | Pietro I                    | 1553      | 1586      | Laura Monaldeschi della Cervara, Francesca Bentivoglio                                            |
| 4  | Conte          | Ettore                      | 1586      | 1613      | insieme al fratello Tommaso                                                                       |
| 5  | Conte          | Tommaso I                   | 1586      | 1610      | Vittoria Landriani                                                                                |
| 6  | Conte          | Pietro II                   | 1610      | 1630      | figlio di Tommaso e fratello di Francesco Maria e di Mario                                        |
| 7  | Conte          | Francesco Maria             | 1630      | 1648      | Isabella Orsini                                                                                   |
| 8  | Conte          | Mario I                     | 1648      | 1669      | Teresa Dudley di Northumberland, già ultima duchessa consorte di Castiglione del Lago (1645-1647) |
| 9  | Conte Principe | Ulderico I                  | 1669 1685 | 1685 1731 | Maria Francesca Colbert du Terron                                                                 |
| 10 | Principe       | Emilio I Orsini di Carpegna | 1731      | 1754      | Marianna Vecchiarelli; nipote ex sorore di Ulderico I                                             |
| 11 | Principe       | Gaspare I                   | 1754      | 1788      | Giacinta Capizzucchi                                                                              |
| 12 | Principe       | Ulderico II                 | 1788      | 1797/1814 | Anna Girolama di Carpegna (+7 maggio 1817)                                                        |
| 13 | Principe       | Gaspare di Carpegna         | 1817      | 1819      | Vittoria Brugiotti; fratello di Anna Girolama di Carpegna; ultimo principe sovrano                |